# Джірія
Джірія (перс. جيريا) — село в Ірані, у дегестані Сарук, у бахші Сарук, шагрестані Фараган остану Марказі. За даними перепису 2006 року, його населення становило 2841 особу, що проживали у складі 746 сімей.

## Клімат
Середня річна температура становить 11,48 °C, середня максимальна – 30,78 °C, а середня мінімальна – -10,42 °C. Середня річна кількість опадів – 269 мм.
| Клімат поселення                              | Клімат поселення | Клімат поселення | Клімат поселення | Клімат поселення | Клімат поселення | Клімат поселення | Клімат поселення | Клімат поселення | Клімат поселення | Клімат поселення | Клімат поселення | Клімат поселення | Клімат поселення |
| Показник                                      | Січ.             | Лют.             | Бер.             | Квіт.            | Трав.            | Черв.            | Лип.             | Серп.            | Вер.             | Жовт.            | Лист.            | Груд.            |                  |
| Середній максимум, °C                         | 5,97             | 7,94             | 12,23            | 18,28            | 23,16            | 29,18            | 30,78            | 30,43            | 25,53            | 19,28            | 12,29            | 6,78             |                  |
| Середня температура, °C                       | −2,22            | −0,26            | 4,05             | 10,09            | 14,98            | 20,99            | 24,96            | 24,61            | 19,72            | 13,46            | 6,47             | 0,96             |                  |
| Середній мінімум, °C                          | −10,42           | −8,45            | −4,15            | 1,90             | 6,79             | 12,79            | 19,15            | 18,79            | 13,91            | 7,64             | 0,65             | −4,86            |                  |
| Норма опадів, мм                              | 40               | 35               | 47               | 36               | 34               | 6                | 1                | 1                | 0                | 8                | 24               | 37               |                  |
| Середньомісячна швидкість вітру, м/с          | 1.92             | 2.11             | 2.60             | 2.82             | 2.83             | 2.44             | 2.42             | 2.37             | 2.23             | 2.09             | 1.88             | 1.30             |                  |
| Середньомісячна сонячна радіація, кДж/м²·день | 8984             | 12240            | 14863            | 18262            | 22125            | 26905            | 25930            | 24028            | 20988            | 15513            | 10899            | 8926             |                  |
| --------------------------------------------- | ---------------- | ---------------- | ---------------- | ---------------- | ---------------- | ---------------- | ---------------- | ---------------- | ---------------- | ---------------- | ---------------- | ---------------- | ---------------- |
| Джерело:                                      |                  |                  |                  |                  |                  |                  |                  |                  |                  |                  |                  |                  |                  |